# Carlos Paris de Orléans-Longueville
Carlos Paris de Orléans o Carlos Paris de Orléans-Longueville (París, Francia, 29 de enero de 1649 — Rin, Países Bajos, 12 de junio de 1672), fue Duque de Longueville, Gobernante de Neufchâtel y de Valangin, Condé de Dunois, Condé de Saint-Pol y Condé de Tancarville. 

## Biografía
Carlos Paris nació de la relación de su madre Ana Genoveva de Borbón-Condé con François de Marcillac, duque de La Rochefoucauld, pero fue reconocido por Enrique II de Orleans, duque de Longueville y esposo de Ana Genoveva.
En 1661, a los 12 años, Luis XIV lo nombró abad comendador de la prestigiosa Abadía de los Hombres. Mientras que el gobierno de sus predecesores estuvo marcado por sus intereses en los ingresos que podrían obtener de esta rica abadía real, su gobierno estuvo marcado por los conflictos con su hermano Carlos. Dimitió a su cargo en 1664.
A la edad de dieciocho años durante la Guerra de Devolución acompañó al rey en su campaña en Flandes, y participó en la toma de las ciudades de Tournai, Douai y Lille y al año siguiente participó en la expedición al Franco Condado. A finales de 1668, junto a 100 caballeros luchó contra los turcos en el asedio de Candia sin ser capaz de levantar el sitio.
En su primera campaña en las Provincias Unidas durante la guerra franco-neerlandesa, cruzó nadando el río Rin con la caballería francesa, siendo atacado al salir del río, murió el domingo 12 de junio de 1672. Jamás se casó, pero tuvo un hijo natural Charles-Louis de Orleans, con Madeleine Angennes (1629-1714).